# Take Two (álbum de Emily Remler)
Take Two es el segundo álbum de estudio de la guitarrista de jazz Emily Remler. Este fue el único de sus discos que se presentó como "El Cuarteto de Emily Remler". Estaba acompañada en la sección rítmica por el pianista de Memphis James Williams,  el contrabajista Don Thompson y el batería Terry Clarke.
El músico y crítico de jazz Leonard Feather escribió en los comentarios del álbum que "Emily Remler ha hecho un rápido y admirable paso de ser una joven pero incierta joven promesa a ser una profesional creativa y de rápido desarrollo" y definió "Take Two" como un "conjunto de interpretaciones cuidadosamente planeadas y brillantemente ejecutadas"

## Recepción y críticas
Scott Yanow destaca en su reseña del disco en Allmusic que en su segunda grabación de la guitarrista como líder todavía sigue tocando con el estilo de Wes Montgomery, "aunque demostrando su propia personalidad musical aquí y allá".

## Lista de temas
| n.º | Título                     | Compositor/es       | Duración |
| --- | -------------------------- | ------------------- | -------- |
| 1.  | "Cannonball"               | Cannonball Adderley | 4:48     |
| 2.  | "In Your Own Sweet Way"    | Dave Brubeck        | 4:52     |
| 3.  | "For Regulars Only"        | Dexter Gordon       | 6:43     |
| 4.  | "Search For Peace"         | McCoy Tyner         | 5:17     |
| 5.  | "Pocket Wes"               | Remler              | 6:45     |
| 6.  | "Waltz for my Grandfather" | Remler              | 6:35     |
| 7.  | "Afro Blue"                | Mongo Santamaría    | 2:24     |
| 8.  | "Eleuthra"                 | Monty Alexander     | 6:20     |

## Créditos
- Emily Remler – guitarra eléctrica
- James Williams – piano
- Don Thompson – contrabajo
- Terry Clarke – batería